# Ganye
Ganye, (en Yoruba Agbègbè Ìjọba Ìbílẹ̀ Ganye), est une zone de gouvernement local dans l'État d'Adamawa au Nigeria.

## Souverain traditionnel
Le dirigeant suprême de Ganye est un dirigeant traditionnel de première classe : Alh.Umaru Adamu Sanda OON (Gangwari Ganye II).

## Source
- (en) Cet article est partiellement ou en totalité issu de l’article de Wikipédia en anglais intitulé « Ganye » (voir la liste des auteurs).